# Inulanthera
Inulanthera es un género de plantas pertenecientes a la familia Asteraceae. Comprende 10 especies. Son originarias de Madagascar.

## Taxonomía
El género fue descrito por Källersjö y publicado en Nordic Journal of Botany 5(6): 539. 1986.

## Especies aceptadas
A continuación se brinda un listado de las especies del género Inulanthera aceptadas hasta junio de 2012, ordenadas alfabéticamente. Para cada una se indica el nombre binomial seguido del autor, abreviado según las convenciones y usos:
- Inulanthera brownii (Hochr.) Källersjö
- Inulanthera calva (Hutch.) Källersjö
- Inulanthera coronopifolia (Harv.) Källersjö
- Inulanthera dregeana (DC.) Källersjö
- Inulanthera leucoclada (DC.) Källersjö
- Inulanthera montana (J.M.Wood) Källersjö
- Inulanthera nuda Källersjö
- Inulanthera schistostephioides (Hiern) Källersjö
- Inulanthera thodei (Bolus) Källersjö
- Inulanthera tridens (Oliv.) Källersjö

## Publicaciones
1. Schatz, G. E., S. Andriambololonera, Andrianarivelo, M. W. Callmander, Faranirina, P. P. Lowry, P. B. Phillipson, Rabarimanarivo, J. I. Raharilala, Rajaonary, Rakotonirina, R. H. Ramananjanahary, B. Ramandimbisoa, A. Randrianasolo, N Ravololomanana, Z. S. Rogers, C. M. Taylor & G. A. Wahlert. 2011. Catalogue of the Vascular Plants of Madagascar. Monogr. Syst. Bot. Missouri Bot. Gard. 0(0): 0–0.

- Datos: Q6059311
- Especies: Inulanthera